# کودی سیمپسون
کودی رابرت سیمپسون (به انگلیسی: Cody Robert Simpson) زادهٔ ۱۱ ژانویه ۱۹۹۷ (‎۲۲ دی ۱۳۷۵) خواننده و ترانه‌سرای اهل استرالیا است.
او با قرار دادن ویدئوهای خوانندگی خود در یوتوب، به شهرت رسید.